# Pardosa orthodox
Pardosa orthodox este o specie de păianjeni din genul Pardosa, familia Lycosidae, descrisă de Chamberlin în anul 1924. Conform Catalogue of Life specia Pardosa orthodox nu are subspecii cunoscute.